# Rybíz (ovoce)

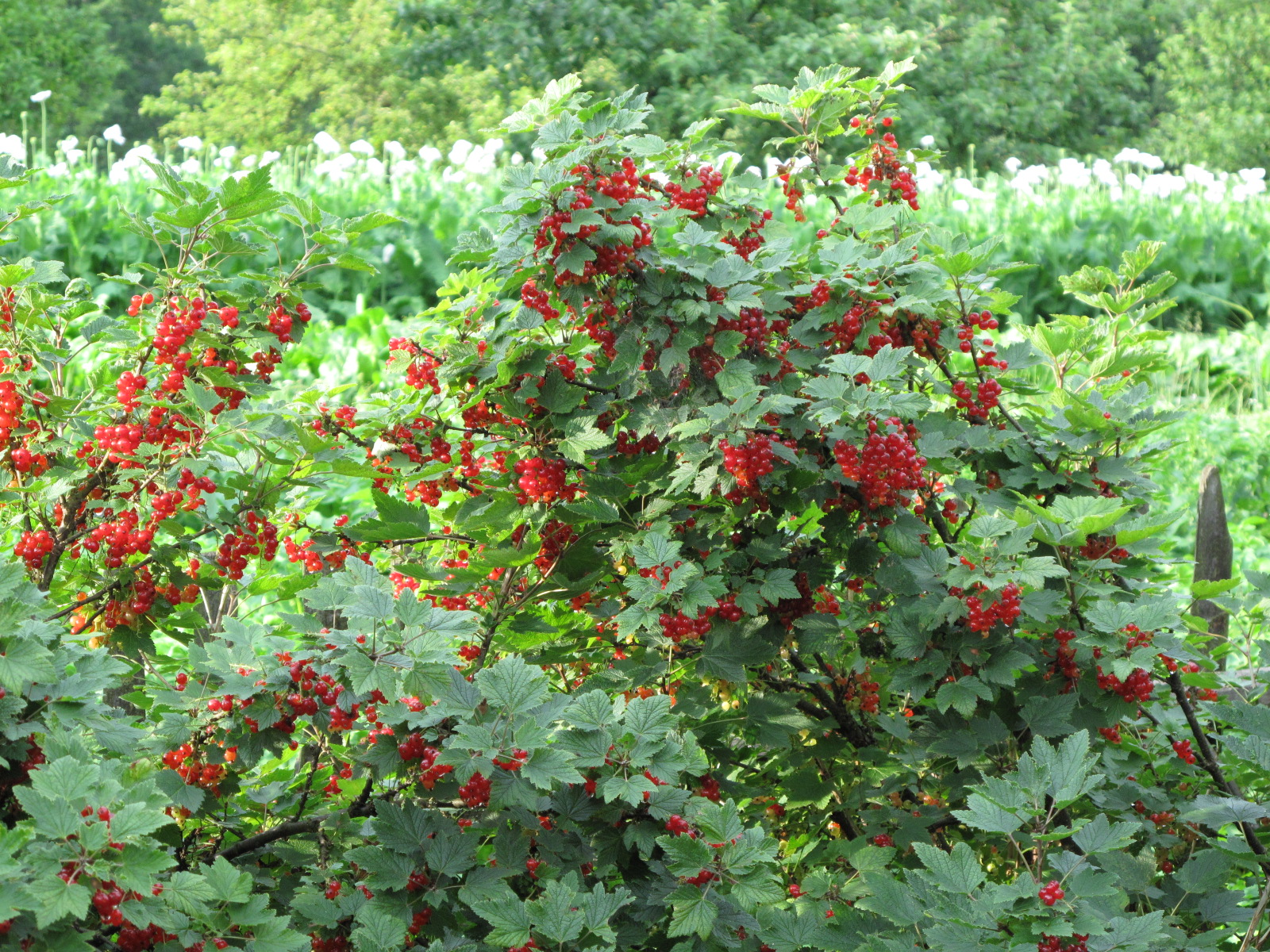
Keř červeného rybízu před sklizní

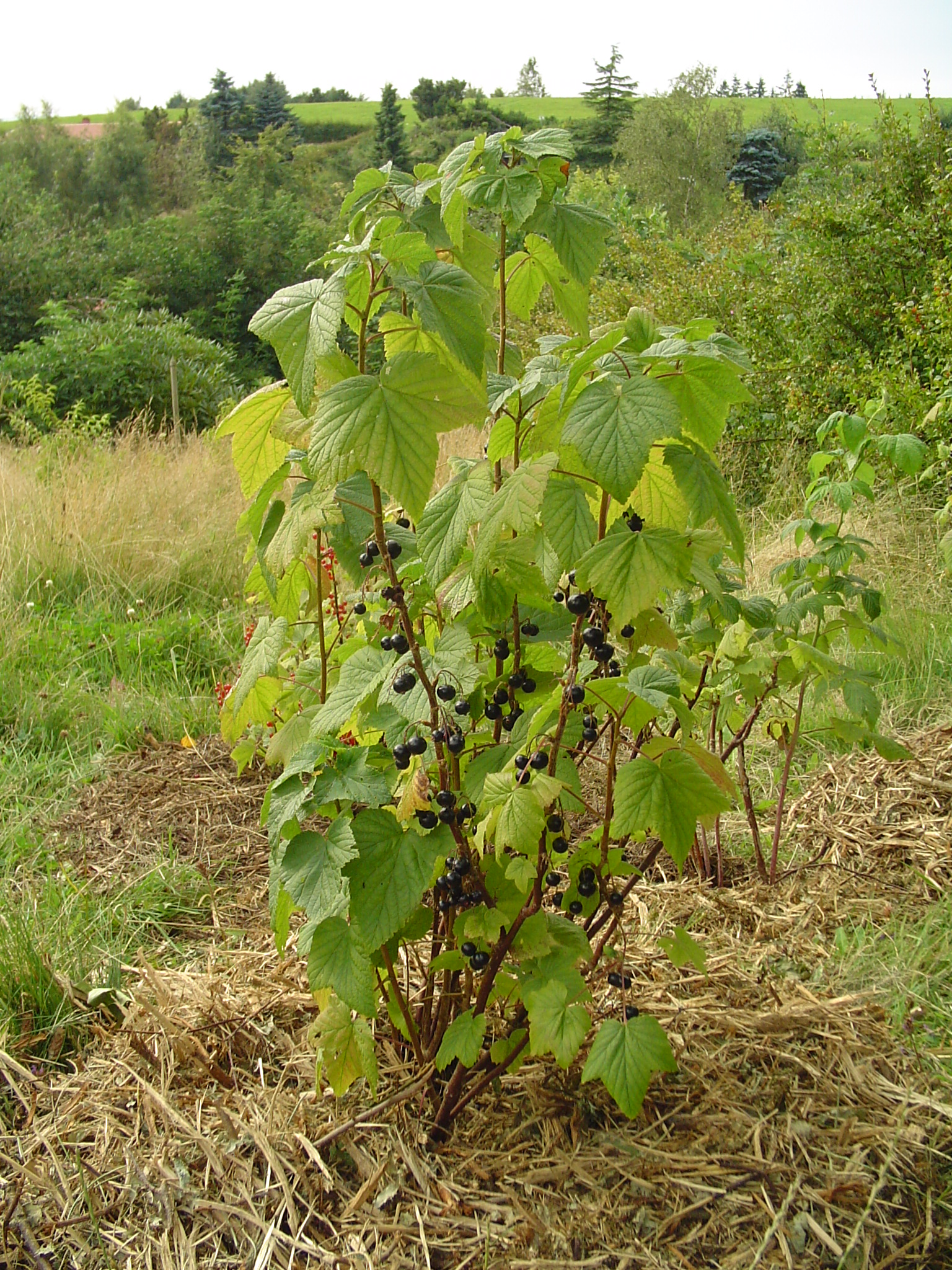
Mladá rostlina černého rybízu, mulčovaná slámou

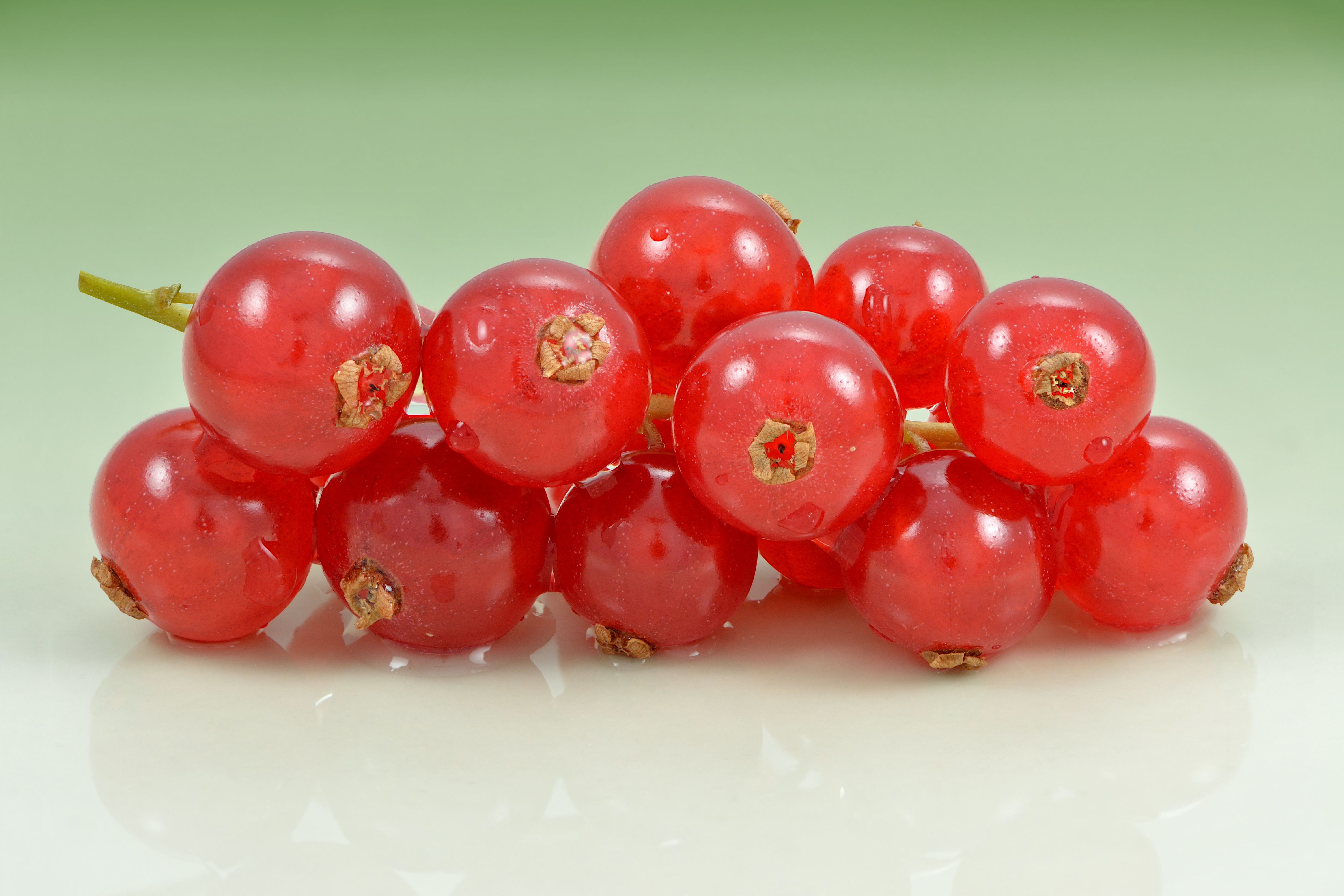
Bobule červeného rybízu

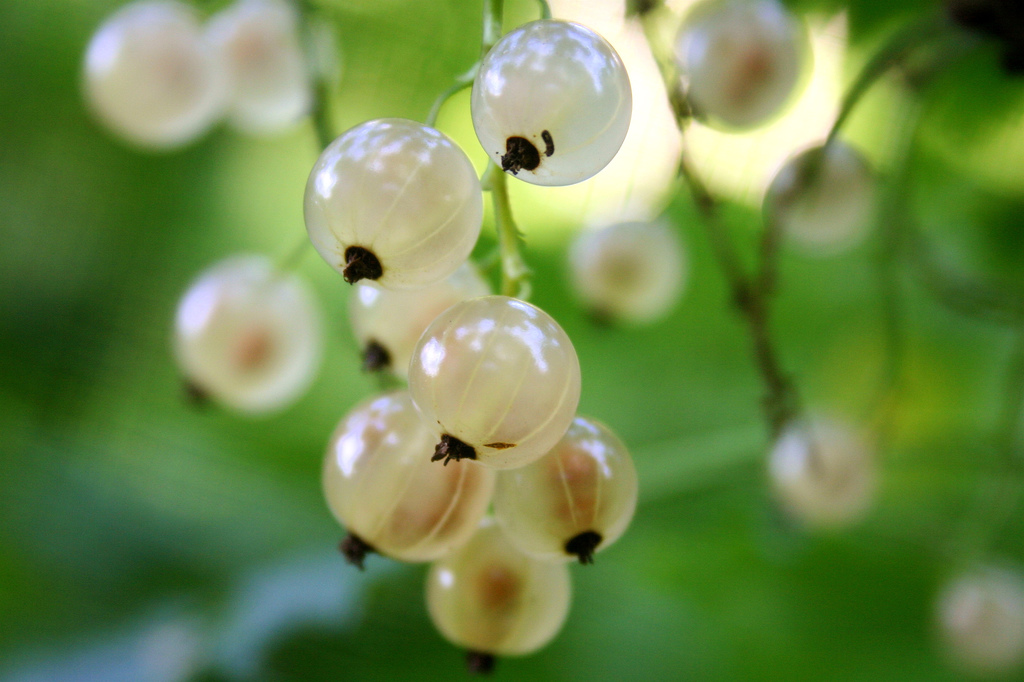
Bobule bílého rybízu

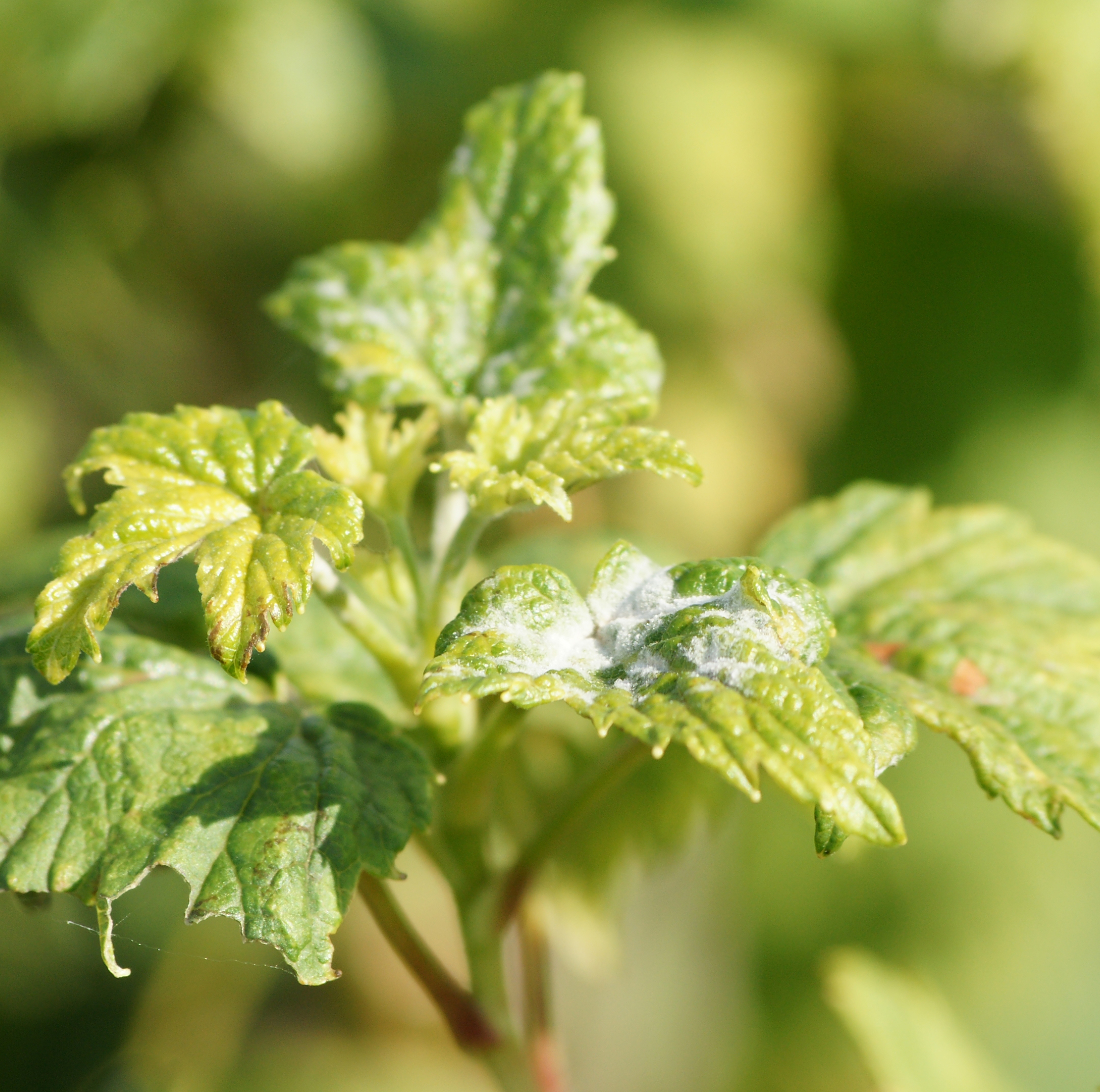
Padlí na rybízu

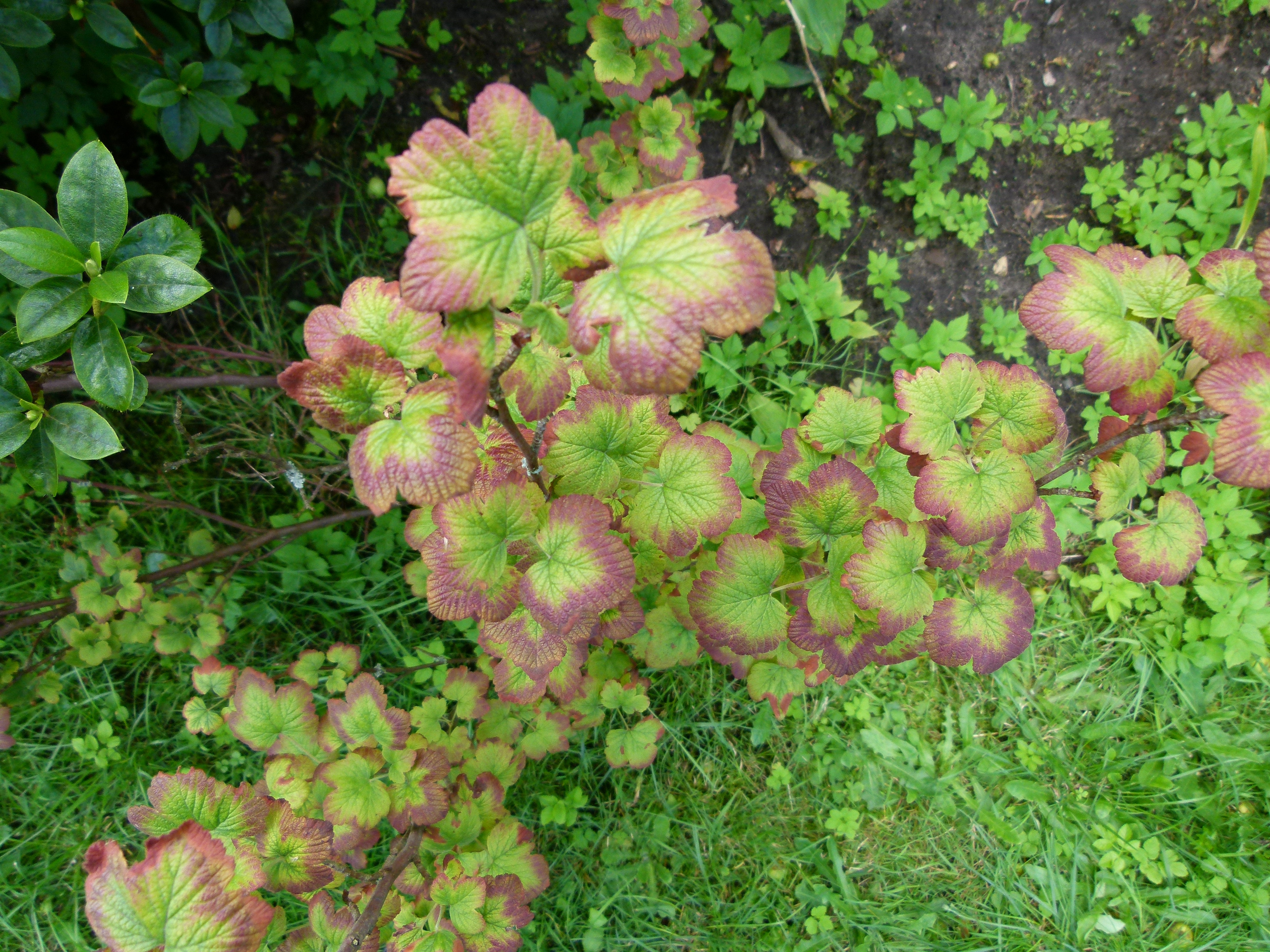
Okrajová spála černého rybízu, nedostatečný růst, chyba ve výživě rostlin.

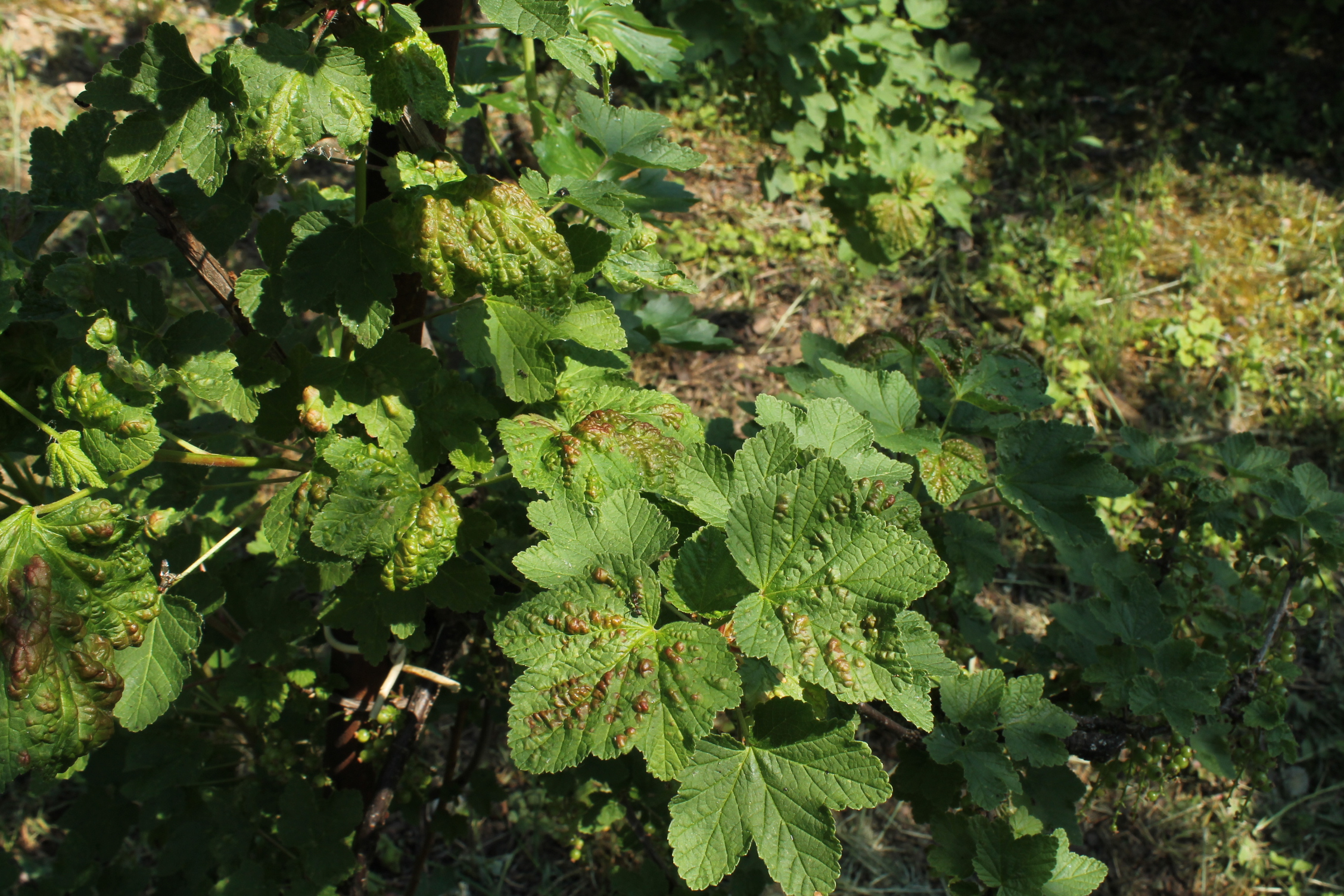
Napadení mšicí rybízovou

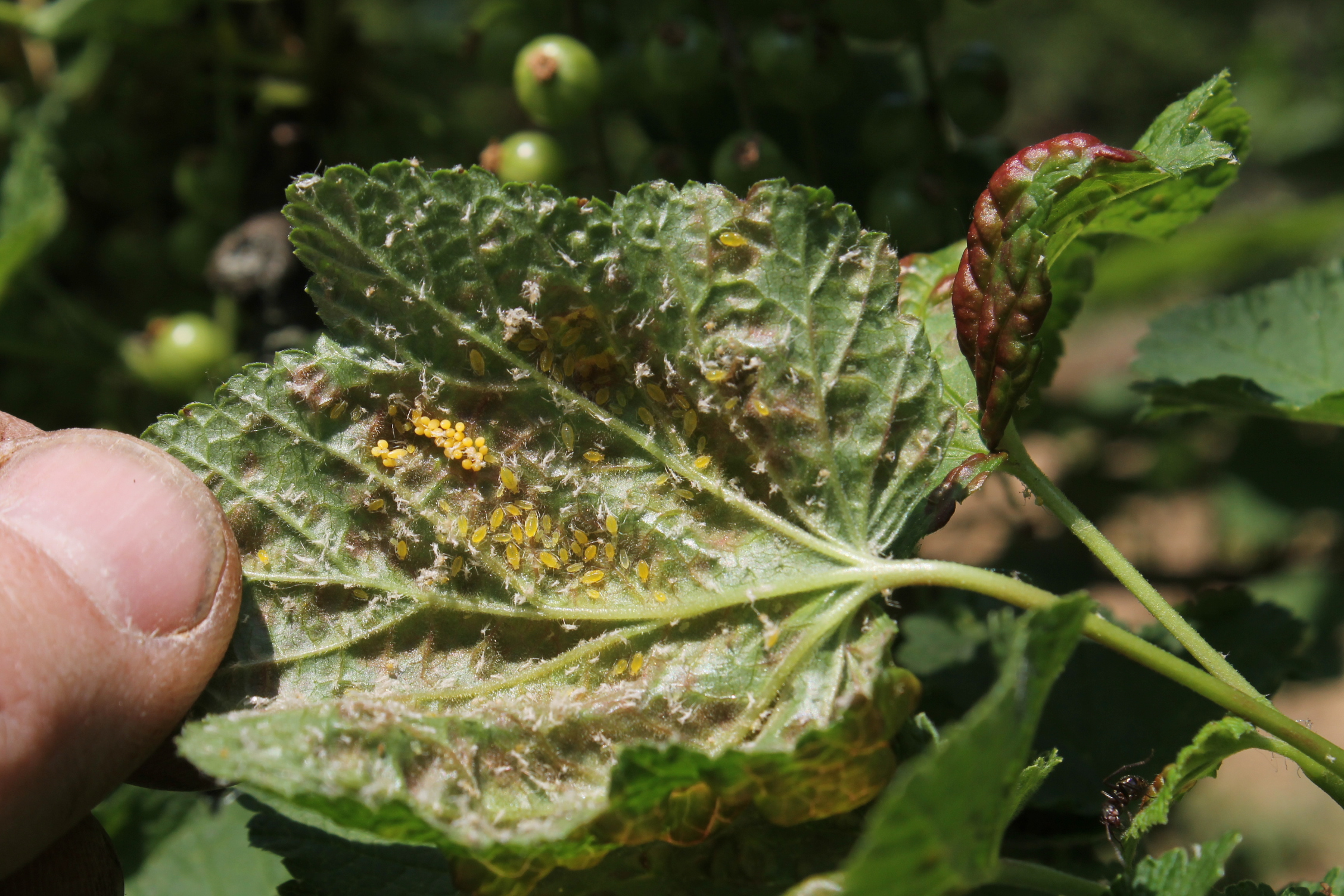
Napadení mšicí rybízovou

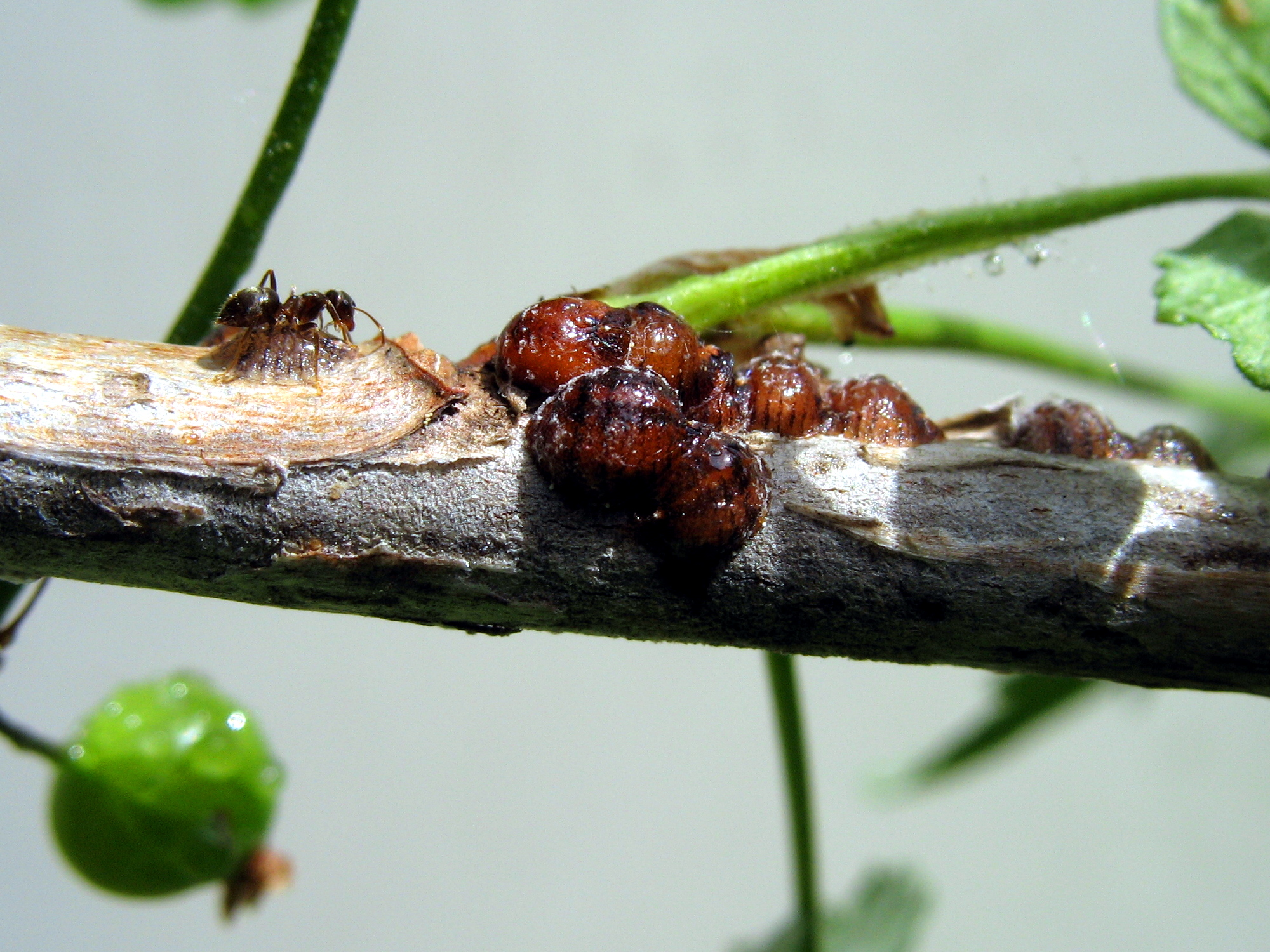
Puklice na červeném rybízu

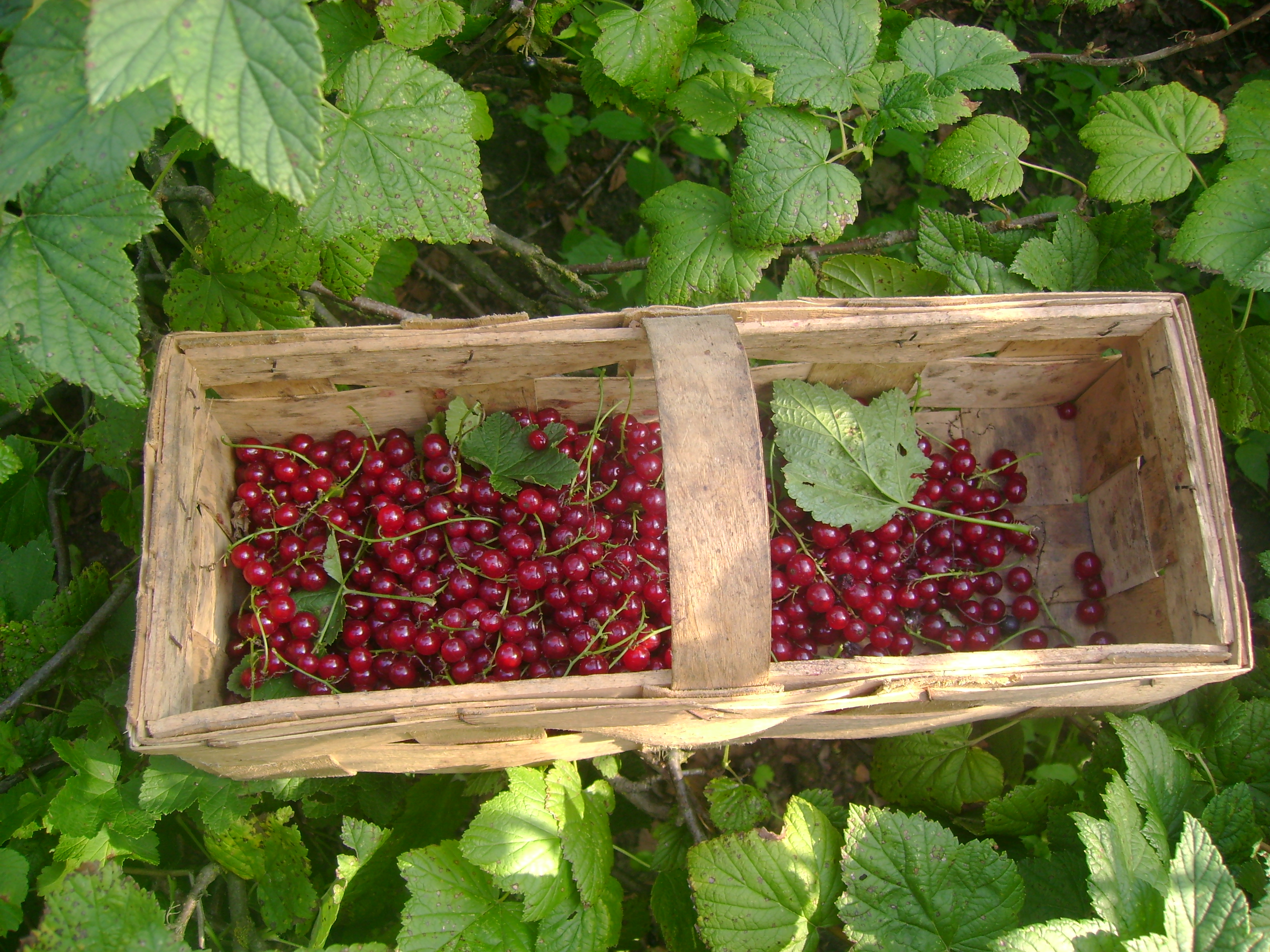
Sklizeň do košíků, vhodných i jako prodejní obal

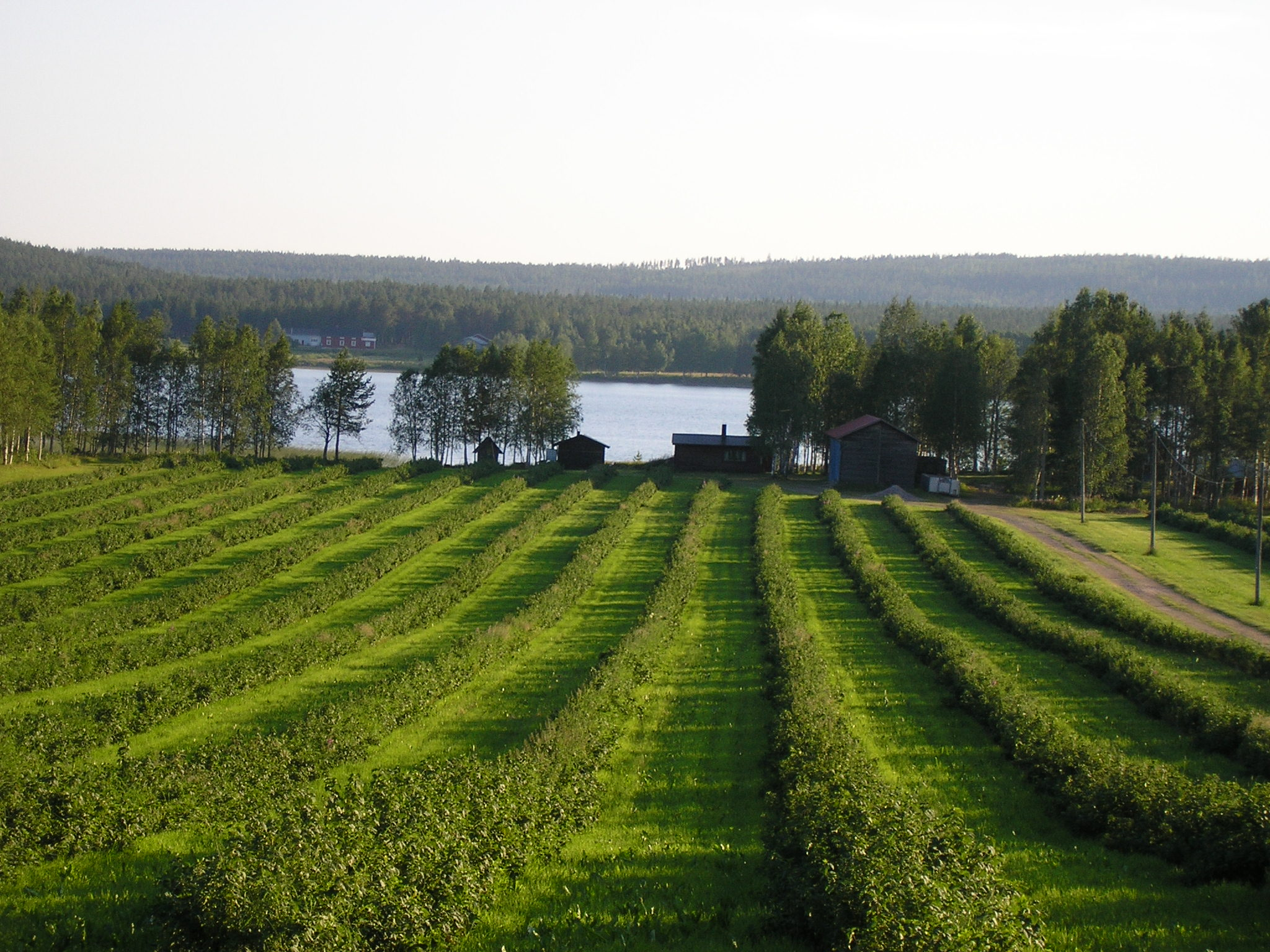
Estetický vzhled plantáže rybízu s udržovaným porostem v meziřadí

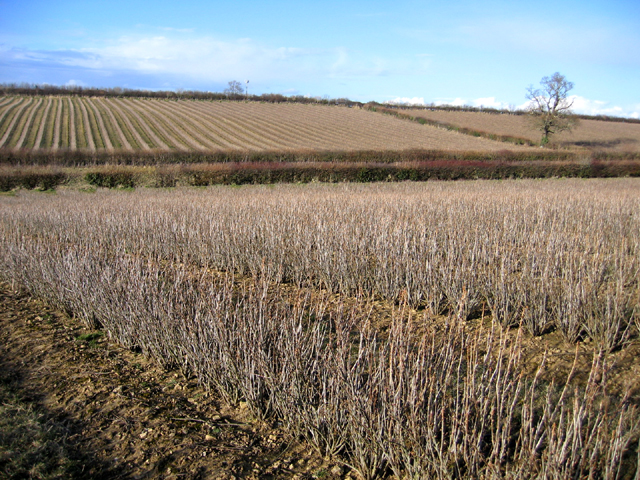
Rybízovna v zimě. Velká Británie

Rybíz je z ovocnářského hlediska řazen mezi drobné ovoce. Pěstované odrůdy lze z pomologického hlediska rozdělit na černé, červené a bílé. Černý rybíz je z botanického hlediska samostatný druh rybíz černý, bílý a červený rybíz jsou původně dvě barevné varianty druhu rybíz červený. Některé novější odrůdy rybízu však byly vytvořeny křížením s jinými druhy rodu meruzalka. U červeného rybízu může jít o křížence rybízu červeného (Ribes rubrum) s druhy rybíz skalní (Ribes petraeum Wulf.) a rybíz mnohokvětý (Ribes multiflorum Kit.). U černého rybízu může jít o křížence rybízu černého (Ribes nigrum) s druhy Ribes dikuscha a Ribes americanum. Bílý rybíz je někdy chybně označován jako Ribes niveum. Spíše raritou je zelený rybíz, jde o mutaci černého rybízu, jehož bobule neobsahují tmavé barvivo.

## Historie
Rod meruzalka, kam patří rybíz a angrešt, zahrnuje téměř 200 druhů keřů rozšířených původně v mírných nebo chladnějších oblastech převážně severní polokoule a v jihoamerických Andách. Jejich plody - bobule - jsou vesměs jedlé, obvykle kyselé, někdy však mdlé nebo téměř bez chuti. Jako ovoce jsou cíleně šlechtěny a pěstovány převážně botanické druhy rybíz červený a rybíz černý, případně jejich křížence s jinými druhy. Kromě toho byly a někde dosud jsou sbírány i bobule divokých druhů rybízu, například v Evropě rybíz skalní, nebo v Severní Americe místní druhy meruzalka americká, meruzalka krvavá nebo meruzalka zlatá.
V Evropě je rybíz (červený a bílý, později i černý) pěstován jako ovoce od 15. století. Již předtím však byl používán jako léčivá rostlina. V 17. století rozšířili evropští osadníci pěstování rybízu do Severní Ameriky, na Nový Zéland i jinam.
Na začátku 20. století se v Evropě oživil zájem o pěstování rybízu. Jmenovitě Anglie trpěla za první světové války nedostatkem ovoce bohatého na vitamín C, proto v meziválečném období podporovala rozvoj pěstování černého rybízu. Naopak v USA bylo pěstování rybízu na začátku 20. století zakázáno v důsledku obav dřevařského průmyslu ze rzi vejmutovkové, kterou rybíz může přenášet. Zákaz je postupně uvolňován.
V České republice se pěstování rybízu výrazně rozšířilo v polovině 20. století. V roce 1999 byla Česká republika největším exportérem rybízu na světě. Od té doby však komerční produkce klesá; zatímco v minulosti se sklízelo až 5 000 t rybízu ročně, v roce 2022 se sklidilo pouze 1 101 t. Soukromá produkce zůstává víceméně stabilní.

## Využití
V době sklizně je rybíz obvykle konzumován syrový, často v kombinaci s mléčnými výrobky, případně přislazený. Kromě toho z něj lze vyrobit kompot, marmeládu, džem, mošt, sirup, pečený čaj nebo víno. V čerstvém nebo mrazeném stavu je používán ke zdobení koláčů a sladkých dezertů; využívána je především barva a kyselá chuť. Z výživového hlediska je oceňován zejména vysoký obsah vitamínu C a vlákniny při nízké energetické hodnotě.
V lidovém léčitelství se využívají listy černého i červeného rybízu k léčbě střevních potíží, látky obsažené v čaji působí močopudně a podporují správné trávení. Vysoký obsah rutinu v černém rybízu působí pozitivně na stav cévních stěn, doporučuje se proto při křečových žilách nebo hemoroidech. Díky obsahu vitamínu C pomáhá rybíz při léčbě nachlazení a chřipkových onemocnění.

## Pěstování
Rybíz je komerčně i soukromě pěstován především v Evropě, v jižních státech však spíše okrajově. Mimo Evropu jsou významnější plantáže na Novém Zélandu, v Kyrgyzstánu a Uzbekistánu. Vyhovují mu vzdušná stanoviště, nevhodné jsou mrazové kotliny. Nároky na půdu se liší v závislosti na odrůdě, obecně jsou však vhodnější živinami bohatší půdy. Důležité je dobré zásobení vodou, nevhodná jsou však stanoviště s vysokou hladinou spodní vody. Pro červený rybíz jsou vhodnější vyšší a vlhčí stanoviště, pro černý rybíz spíše sušší a teplejší, celkově je však rybíz ve svých nárocích poměrně skromný.
V České republice je rybíz pěstován do nadmořské výšky 800 až 900 m. Převažuje pěstování pro osobní spotřebu plodů pěstitelem, komerčně je pěstován méně. V roce 2022 sklidili komerční pěstitelé 1 101 t rybízu, zatímco domácnosti vypěstovaly odhadem 10 620 t.
Ovocnářská unie České republiky evidovala (pravděpodobně k roku 2021) 28 velkopěstitelů červeného rybízu s celkovou výměrou 294 ha, 29 pěstitelů černého rybízu s celkovou výměrou 213 ha a jednoho pěstitele bílého rybízu s výměrou 4 ha. ÚKZÚZ evidoval v Registru sadů k 31. 12. 2020 celkem 429,50 ha červeného rybízu, 329,05 ha černého rybízu a 1,83 ha bílého rybízu.

#### Preference trhu
Tendence maloobchodního trhu je ve prospěch rybízu s velkými plody a dlouhými hrozny. Z hlediska pěstitele je to výhodné, protože velké hrozny se snadněji sklízejí.

#### Množení a výsadba
Rybíz je obvykle množen vegetativně – nejčastěji řízkováním, případně hřížením, nebo kopčením, rozmnožování semeny je používáno pouze při šlechtění nových odrůd. Řízky jsou výhony odříznuté pro zakořenění a samostatný vývoj do formy kompletní rostliny. Hřížení je způsob ukotvení výhonu částečně v zemi pro zakořenění, aniž by část byla oddělena od rostliny. Kopčení je způsob, kdy je na výhony matečné rostliny naorána půda a ty zakoření.
Vhodnější jsou řízky z mladých, dosud slabě plodících keřů. Optimální termín je na podzim před nástupem mrazivého počasí. Řízky jsou pak uloženy ve vlhkém písku nebo pilinách, aby před výsadbou vytvořily kalusy. Takové řízky lépe zakořeňují. Jako řízky lze však použít i pruty z jarní prořezávky. Mladé rostliny jsou obvykle pěstovány dva roky ve školce, kdy vytvoří několik silných výhonů a bohatý kořenový systém.
Sazenice je na konečné stanoviště vhodné vysadit o 5 cm hlouběji, než rostly ve školce, u prostokořenných silně zkrátit výhony (na 3–4 očka). 
V zahrádkách je někdy pěstován tzv. stromkový rybíz roubovaný na podnož z meruzalky zlaté. Jeho nevýhodou je nižší výnos a rychlejší stárnutí. Stromkový rybíz má výnosy o 30 až 60 % nižší a životnost až o 50 % kratší.

### Řez
Rybíz se prořezává, aby byl stimulován růst nových výhonů. Odstraňují se staré málo plodící a suché výhony, aby keř zůstal prosvětlený pro vybarvení plodů. V prvních 4 až 5 letech obvykle není prořezávka nutná. V pozdějších letech je vhodné odstraňovat slabé výhony a 1/3 starých výhonů. Při kvalitní péči může životnost keřů dosahovat 30 let. Zanedbané keře mají životnost asi třetinovou. Zkrácení nových letorostů v červenci nebo srpnu na 2 až 3 pupeny může podpořit tvorbu květních pupenů na výhonech níže.

### Hnojení
Nejvhodnější je hnojení kompostem nebo statkovými hnojivy. Při mulčování se potřeba hnojení snižuje, protože samotný mulč funguje jako hnojivo.

#### Regulace plevelů
Vhodnější než okopávání je půdu kolem keřů mulčovat. Optimální je pěstovat v meziřádcích plodiny na zelené hnojení, které jsou zároveň využívány jako mulč. Při hnojení kompostem se kompost aplikuje pod mulč. Kromě toho tím, že na jaře udržuje půdu chladnější, může mulč zpomalit vývoj rybízu a tím jej částečně chránit proti poškození jarními mrazy.

### Choroby a škůdci

#### Poškození chladem
Rybíz nevyžaduje ochranu proti mrazu, je však vhodné se vyhnout mrazovým kotlinám. V některých případech mohou být v důsledku nepříznivých povětrnostních podmínek (dlouhodobý chlad v době kvetení) hrozny špatně opyleny a část bobulí opadne.

### Sklizeň, skladování a prodej
Nejranější odrůdy rybízu dozrávají ve druhé polovině června (´Jonkheer van Tets´), nejpozdnější až na konci srpna (´Heinemannův pozdní´). Sklizeň začíná jakmile bobule začínají vykazovat jednotnou barvu (podle odrůdy). Provádí se pouze jeden sběr, při kterém jsou bobule z keře zcela sklizeny. Rybíz se sklízí obvykle do 7 až 10 dnů po dozrání, protože plodenství visí na keři poměrně pevně několik dní poté, co jsou bobule dobře vybarvené.
Pro zajištění co nejlepších výsledků by sklizeň měla probíhat za sucha, při zvýšené vlhkosti mohou být bobule napadeny plísní. Má-li být ovoce atraktivní, když se dostane na trh, musí být udržováno v čistotě. Aby se zabránilo rozdrcení a otlakům na plodech, je třeba opatrnosti při sběru. Poškozené ovoce není přijímáno ani v konzervárnách.
Při dodávkách do zpracovatelských podniků cena nezávisí na velikosti plodů. Při dodávkách na trh jsou lépe hodnoceny plody s velkými bobulemi.
Pro dodávku na trh, je rybíz sklízen, když jsou bobule vybarvené, ale tvrdé a pevné. Pro domácí použití mohou být plody ponechány na keřích, dokud nejsou dokonale zralé a měkké.

## Vzhled sazenice při prodeji
Sazenice rybízu jsou prodávány jako dvouleté nebo jednoleté. Velikost keře bude záviset spíše na odrůdě, ačkoliv dvouletá rostlina bude podsaditá, s bujně rostoucími letorosty, 15 nebo více centimetrů dlouhými od kořene, a bude mít především silný, bohatý a bujně rostoucí kořenový systém. Dobrá školka by měla dodávat rostliny bez chorob a škůdců. Bezinfekčnost materiálu v množitelských závodech v ČR kontroluje ÚKZÚZ (dříve SRS). V prodejnách kontrolu rostlinných materiálů provádí prodejce.

## Povolené odrůdy
V České republice je povoleno uvádět do oběhu pouze odrůdy, které jsou v dané době zaregistrovány ve Státní odrůdové knize. K 15. červnu 2022 bylo zaregistrováno 8 odrůd bílého rybízu (Jantar, Orion, Holandský bílý, Holandský růžový, Šampaňský bílý, Třešňový bílý, Viktoria a White Grape), 11 odrůd černého rybízu (Focus, Titania, Costwold cross, Démon, Fertödi I., Karlštejnský dlouhohrozen, Moravia, Nigra, Onyx, Otelo a Viola) a 15 odrůd červeného rybízu (Holandský červený, Korál, Kozolupský raný, Losan, Rubigo, Trent, Vitan, Karlštejnský červený, Kavkazský červený, Losinský pozdní, Rolan, Slovakia, Šampaňský růžový, Versailleský červený a Vierlandenský). 
Jiné odrůdy (například staré nebo zahraniční) lze uvádět do oběhu jen omezeně k pokusům nebo vědeckým účelům, ke šlechtění nebo na podporu zachování genetické rozmanitosti. Obvykle je lze získat pouze u specializovaných pěstitelů, kteří udržují staré odrůdy jako genetický materiál pro případné šlechtění nových odrůd.

## Nutriční hodnoty
Rybíz obsahuje málo energie, ale významné množství vitamínů a minerálů, zejména vitamín C. Černý rybíz obsahuje několikanásobně více vitamínu C než citrusové plody.
| složka     | jednotka | červený rybíz | černý rybíz |
| ---------- | -------- | ------------- | ----------- |
| energie    | kcal     | 33            | 39          |
| tuky       | g        | 0,2           | 0,2         |
| bílkoviny  | g        | 1,1           | 1,3         |
| sacharidy  | g        | 4,8           | 6,1         |
| vláknina   | g        | 3,5           | 6,8         |
| draslík    | mg       | 257           | 310         |
| vápník     | mg       | 29            | 43          |
| hořčík     | mg       | 13            | 17          |
| železo     | mg       | 0,9           | 1,3         |
| vitamín A  | μg       | 4,2           | 14          |
| vitamín B1 | μg       | 40            | 50          |
| vitamín B2 | μg       | 30            | 50          |
| vitamín B3 | μg       | 200           | 300         |
| vitamín B6 | μg       | 50            | 80          |
| vitamín C  | mg       | 36            | 177         |
| vitamín E  | mg       | 0,7           | 1,9         |

## Zajímavost
Tradičně je z bílého rybízu vyráběna francouzská luxusní specialita ’’Le doux caviar de Bar-le-Duc’’.